# Vitalisme
Vitalisme kommer af latin vitalis ’livgivende’ og vita ’liv’. Vitalisme er den naturfilosofiske anskuelse, som anser, at den levende organiske virkelighed ikke kan forklares på samme måde som den uorganiske ved blot fysisk-kemiske (mekaniske) årsager, men forudsætter en livskraft, som giver de fysisk-kemiske kræfter deres retning ved opbygningen af de levende organismer.

## Historie
Den ældre naturfilosofi var under Aristoteles’ indflydelse vitalistisk. Mod dennes grundopfattelse trådte Cartesius med sin anskuelse, at al kropslig virkelighed skulle forklares rent mekanisk. Antagelsen af en livskraft til forklaring af de organiske foreteelser truede også med at lamme den fysiologiske forskning. Lotze kritiserede derfor skarpt den vitalistiske teori (i "Lebenskraft", Wagners "Handwörterbuch der physiologie", 1842), og de fleste fysiologer og biologer omkring århundredskiftet (1900) ville ikke vide af nogen sådan begrænsning for den mekaniske naturfortolkning, som vitalismen indebar. Imidlertid opstod på samme tid en neovitalisme (ny-vitalisme), som anså, at arvelighed, regeneration af mistede organer, ensartede organiske formers opkomst under forskellige forudsætninger (vilkår) ikke lader sig forklare uden, at man antager en teleologisk virkende livskraft, som tager de mekaniske kræfter i sin tjeneste for organiske opgaver. I Frankrig blev denne opfattelse forfægtet af Henri Bergson (i "L’évolution créatrice", 1907), i England af sir Oliver Lodge (i "Life and matter") og i Tyskland af Hans Driesch (i "Der vitalismus als geschichte und als lehre", 1905, og "Philosophie des organischen", 2 bind, 1909). Psykovitalister, som opfattede livskraften som noget psykisk, var Pauly, Francé, Erhardt, Ad. Wagner, Bunge med flere.

## Grundsyn
En betragtning af tingene i omverdenen viser, at de kan deles i to store grupper: de levende organismer og de livløse ting. Man antog tidligere, at der ikke eksisterede nogen skarp grænse mellem de to grupper: levende organismer skulle kunne opstå af sig selv ved direkte omdannelse af livløs materie (selvdannelse). Denne antagelse er dog ikke rigtig. Louis Pasteurs gæringsforskning viste, at al gæring skyldes levende mikroskopiske væseners virksomhed og at hver art af gæring skyldes en specifik mikrobe (gærsvamp). Gæringen er med andre ord udtryk for mikrobers behov for næringssubstans. Ved deres livsvirksomhed og for deres egen ernærings skyld sønderdeler de sammensatte molekyler og optager selv en del af spaltningsprodukterne, mens andre lades urørte. Endvidere, efter hvad man har kunnet konstatere, opstår enhver levende organisme som afkom af en anden levende organisme. En nydannelse af levende substans finder kun sted i selve de levende organismer. Endelig finder man hos de levende organismer en række karakteristiske egenskaber, som der ikke eksisterer noget tilsvarende til i den livløse natur. En levende organisme udgør således en helhed, hvis eksistens beror på et harmonisk samspil mellem en række forskellige organer. Man var derved efterhånden blevet klar over, at forskellen mellem det levende og det livløse er langt større, end man tidligere havde antaget. Der rejste sig da naturligt det spørgsmål, om den forskel, der findes mellem det levende og det livløse, kun er tilsyneladende, således som mekanismen antog, eller om der, som vitalismen hævdede, i de levende organismer gør sig andre faktorer gældende end dem, vi kender fra den uorganiske natur.

## Hans Driesch
Den mest konsekvent gennemførte vitalistiske forskning blev gennemført af Hans Driesch. Driesch hævdede, at man kan føre bevis for vitalismens rigtighed, ganske vist ikke ad direkte, men ad indirekte vej, nemlig ved at vise, at de ejendommeligheder, vi træffer hos de levende organismer, er af en sådan art, at de er uforenelige med de love, vi kender fra den uorganiske natur.
Driesch har i alt opstillet 3 beviser for vitalismen: Det første er hentet fra embryologien. Udviklingen fra en befrugtet ægcelle til den færdige organisme foregår gennem en række celledelinger i forbindelse med differentiering af de dannede celler. Det viser sig, at denne udvikling ofte er ret uafhængig af ydre indgreb. Man kan på den unge kim fjerne celler eller cellegrupper, eller man kan forskyde de enkelte celler i forhold til hinanden, og den fuldt udviklede organisme får alligevel sin typiske form. Alt dette er, ifølge Driesch, uforeneligt med en rent mekanisk opfattelse af de levende organismer. Lige så lidt kan handlinger, som vi træffer dem hos mennesker, forstås på rent mekanisk grundlag. Driesch antog derfor, at der i de levende organismer gør sig en faktor gældende, som vi ikke kender fra den livløse natur. Han benævnte denne faktor enteleki.